# Aymeri de Narbonne
Aymeri de Narbonne (nebo také Aimeri de Narbonne) je významnou postavou starofrancouzských středověkých hrdinských eposů, tzv. chansons de geste. Je vnukem Garina z Monglane a otcem Viléma Oranžského. Písně, ve kterých vystupuje, jsou proto řazeny do Cyklu Viléma Oranžského. V rámci tohoto cyklu vznikl kolem něho autonomní cyklus sedmí písní, tzv. Narbonský cyklus (Cycle de Narbonnais). Postava Aymeriho vznikla podle skutečně žijícího šlechtice Amyeriho I., vikomta z Narbonne, který zemřel roku 1106 ve Svaté zemi.
Poprvé se ale Aymeri objevuje v písni Girart de Vienne od žakéře Bertranda de Bar-sur-Aube, ve které pro urážku svého strýce Girarta vyvolá válku s Karlem Velikým, která trvala sedm let.

## Narbonský cyklus

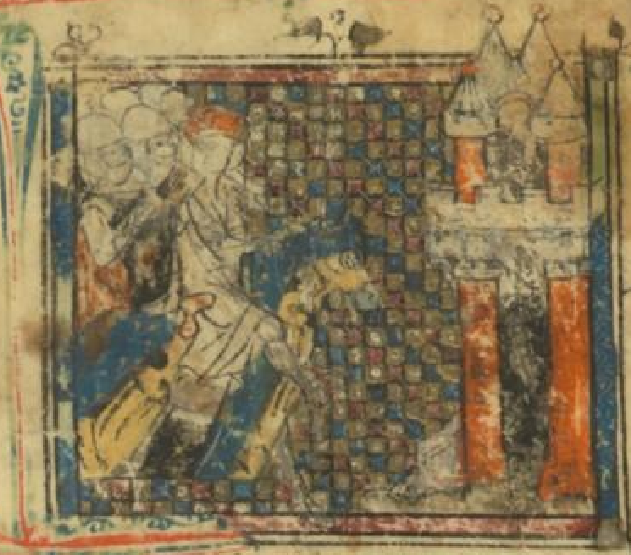
Karel Veliký před Narbonne (13. století)

Do tohoto autonomního cyklu patří tyto písně (řazeno v pořadí děje):
- Aymeri de Narbonne (asi 1210), v eposu vystupuje mladý rytíř Aymeri, který se vrací s Karlem Velikým ze Španělska, dobývá a získává lénem město Narbonne, autorem je Bertrand de Bar-sur-Aube.
- Les Narbonnais (Narbonští), rozsáhlý epos ze 13. století, který se dělí někdy na dvě části: Le département des enfants Aymeri (Podíly synů Aymeriho) a Le siège de Narbonne (Obléhání Narbonne). Epos je někdy připisován Bertrandovi de Bar-sur-Aube.[4]
- Guibert d'Andrenas (před 1225), píseň o Guibertovi, nejmladším synovi Aymeriho.
- La prise de Cordres et de Sebille (Dobytí Cordres a Sebille), 13. století, další činy Vilémova bratra Guiberta.
- Le siege de Barbastre (Obléhání Barbastre), přelom 12. a 13. století, epos o činech bratra Viléma Oranžského Beuva a jeho synů Girarta a Guielina.
- Beuve de Comarchis nebo Buevon de Conmarchis (konec 13. století), píseň od Adeneta le Roi založená na písni Le siege de Barbastre.
- La mort d'Aymeri (1170 až 1180, Aymerova smrt), epos vypráví o okolnostech smrti již starého Aymeriho při boji se Saracény u Narbonne.

### Aymeri de Narbonne
Píseň bezprostředně navazuje na Píseň o Rolandovi. Při návratu z Roncevaux se zasmušilý císař Karel Veliký zastaví před Saracény silně opevněným městem Narbonne. Chce město získat, a proto slibuje, že jej dá tomu z rytířů, který jej dobude. Ti se však děsí rozsahu úkolu a vymlouvají se na únavu z dlouhé války ve Španělsku. Až Hernaut de Beaulande přivede svého syna Aymeriho, ve kterém Karel pozná odbojného mladíka z Vienne. Aymeri se úkolu ujme a město skutečně pro sebe získá. V druhé části písně si po různých dobrodružstvích vezme za manželku langobardskou princeznu Hermengardu, se kterou má sedm synů (Guiberta, Bernarta, Viléma, Garina, Hernauta, Beuva a Aymeraú) a pět dcer (včetně Blanchefleur, manželky syna Karla Velikého Ludvíka).

### Narbonští

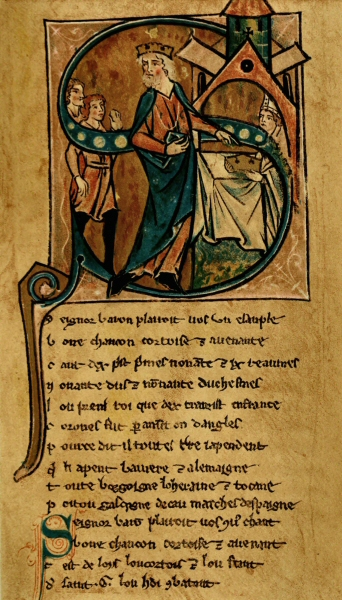
Ilustrace k eposu Narbonnští (13. století)

Zestárlý Aymeri nehodlá své panství rozdělit na drobné podíly pro své syny, ale odkáže je jako celek svému nejmladšímu synovi Guibertovi. Ostatní pošle do světa, aby si svá léna dobyli jako to učinil on. Bernarta, Hernauta a Viléma pošle na císařský dvůr, kde mají získat významné úřady, Beuveho do Gaskoňska, aby se oženil s dcerou tamějšího krále Yona, Garina do Pávie a Aymera do Španělska. Guibert však dědictví hrdě odmítne a chce sdílet vyhnanství se svými bratry.
Narbonští měšťané marně prosí, aby Aymeri neoslaboval obranu města. Aymeriho manželka Hermengarda rovněž svému muži vyčítá, že syny vyhání, přičemž sám již není schopen mečem bojovat. Aymeri, popuzen, udeří svou ženu do tváře, což jeho syn Hernaut považuje za takovou urážku, že na otce tasí meč. Hermengarda však uzná svou chybu a rozloučí se se syny, kteří se vydají na cestu. Bernart, Hernaut a Vilém, jakmile přijdou ke císařskému dvoru, chovají se tak, jakoby již měli ty vysoké úřady, které jim určil jejich otec. Císař, dojat jejich naivitou, je pasuje na rytíře a úřady jim skutečně udělí. Mezitím Saracéni oblehnou Narbonne, ale Aymeri s Guibertem město udrží až do příchodu ostatních synů, kteří Saracény porazí.

### Guibert d'Andrenas
Guibert, nejmladší Aymeriho syn, se vydá bojovat se Saracény do Španělska, a když se vrátí s bohatou kořistí, zjistí, že byl vyděděn ve prospěch otcova kmotřence Aymeriota. Místo Narbonne mu ale otec dává jiné dědictví, stověžaté saracénské město Andrenas s mramorovými paláci. Guibert se sice ironicky táže, zda jde o to město, o jehož dobytí se nepokusil sám císař, ale již chápe hloubku otcova odkazu. S pomocí svých bratrů město dobude a stane se králem.

### Dobytí Cordres a Sebille
Píseň je pokračováním eposu Guibert d'Andrenas. V den Guibertovy svatby jsou svatebčané zaskočeni Saracény. Aymerimu se podaří nevěstu ochránit a zavést na bezpečné místo, ale jeho synové jsou zajati. Guibert je uvězněn v Sebille (Sevilla) a Vilém, Hernaut a Bertrand v Cordres (Córdoba) ve strašném žaláři plném hadů a ropuch. Všem se však díky zamilovaným Saracénkám podaří dostat se z vězení a města ovládnout.

### Obléhání Barbastre (Beuve de Comarchis)
Saracénský emír oblehne Narbonne a Aymeriho syn Beuve je se svými syny Girartem a Guielinem zajat a uvězněn v Barbastre (jde sice o aragonské město, ale zeměpisné reálie jsou v písni značně fantazijní). Podaří se jim dostat se z vězení a město nakonec dobýt. Epos je více než na válečné scény zaměřen na milostné zápletky mezi Franky a saracénskými dívkami, například mezi Girartem a emírovou dcerou, která svého otce zradí. Jakmile emír zjistí, že Beuve se svými syny ovládl Barbastre, vydá se zpět do Aragonie. V okamžiku největšího nebezpečí dorazí vojsko císaře Ludvíka a Saracény porazí. Girart se ožení s emírovou dcerou, která se stane křesťankou.
Na základě písně Obléhání Barbastre napsal Adenet le Roi epos Beuve de Comarchis, který je její umělecky slabší a neúplnou napodobeninou.

### Aymeriho smrt
Za nepřítomnosti Aymeriho synů je Narbonne obleženo Saracény a samotný Aymeri je zradou zajat. Aymeriho manželka Hermengarda přihlíží z hradeb jeho mučení, ale vyzývá jej, aby město za žádnou cenu nevydával a byl pevný ve víře. Vojsko císaře Ludvíka a Aymeriho synové přijdou včas, aby otce osvobodili, ale ten na následky mučení zemře. Je pohřben v Narbonne v chrámu svatého Pavla.